# Sam (mascota olímpica)
Sam  el Águila Olímpica, fue la mascota de los Juegos Olímpicos de Los Ángeles 1984. Es un águila calva, símbolo nacional de los Estados Unidos. Comparte además nombre con el Tío Sam, otro símbolo nacional. La mascota fue diseñada por C. Robert Moore, un artista de la compañía Disney.
En Japón este personaje tuvo una serie de anime emitida en TBS durante 1983, con 52 capítulos.
| Predecesor: Misha Moscú 1980 | Mascota oficial de la Juegos Olímpicos Los Ángeles 1984 | Sucesor: Hodori Seúl 1988 |

- Datos: Q3276248
- Multimedia: Sam (mascot) / Q3276248